# Teretistris fornsi
Teretistris fornsi là một loài chim trong họ Parulidae.